# Lee Wan-koo
Lee Wan-koo (Cheongyang, 16 de julho de 1950 – 14 de outubro de 2021) foi um político sul-coreano, ex-primeiro-ministro de seu país.
Lee foi nomeado primeiro-ministro pela presidente Park Geun-hye em 23 de janeiro de 2015, e confirmado no cargo pela Assembleia Nacional em 16 de fevereiro de 2015.
Em 21 de abril de 2015, Lee apresentou sua renúncia, acossado pelas suspeitas de ter aceitado suborno de um empresário no que se considera um dos maiores escândalos políticos da história recente do país.
Lee morreu em 14 de outubro de 2021, aos 71 anos de idade, de câncer de sangue.